# شینوبو تراجیما
شینوبو تراجیما ((به ژاپنی: 寺島 しのぶ)؛ زادهٔ ۲۸ دسامبر ۱۹۷۲) یک هنرپیشه اهل ژاپن است که به خاطر بازی در فیلم «کرم پیله‌ساز»، خرس نقره‌ای بهترین بازیگر زن سال ۲۰۱۰، را دریافت کرد.

## گزیده فیلمشناسی

### سینمایی
- یاماتو (فیلم) (۲۰۰۵)
- کرم پیله‌ساز (فیلم ۲۰۱۰) (۲۰۱۰)
- آه لوسی (۲۰۱۷)

### تلویزیونی
- ریومادن (۲۰۱۰)